# Head Hunters
| Recensione | Giudizio |
| ---------- | -------- |
| AllMusic   | [ 3 ]    |

Head Hunters è il dodicesimo album in studio del musicista statunitense Herbie Hancock, pubblicato il 13 ottobre 1973.
Fu un album cruciale e particolarmente significativo nella carriera del jazzista.

## Il disco
Per la registrazione dell'album, Hancock decise di formare una nuova band, chiamata The Headhunters. Dei componenti del gruppo, solo il sassofonista e flautista Bennie Maupin proveniva dalla precedente formazione e le parti di sintetizzatore sono tutte suonate da Hancock stesso. L'assenza della chitarra è dovuta alla decisione di utilizzare principalmente il clavinet, strumento tipico della musica reggae ma spesso accostato al funk. Watermelon Man è l'unica traccia non inedita del disco, originariamente pubblicata nell'album di esordio Takin' Off, e nuovamente arrangiata da Hancock e dal batterista Harvey Mason per l'inclusione in quest'album.
Head Hunters è uno degli album più venduti della storia della musica jazz.

### Copertina
Disegnata dall'illustratore americano Victor Moscoso, celebre soprattutto per le locandine dell'auditorium Fillmore di San Francisco, la copertina di Head Hunters raffigura una maschera africana legata al gruppo etno-linguistico ivoriano dei Baulé. La maschera originale si trova al museo Mudec di Milano.

## Tracce

### LP
Lato A (AL 32731)
1. Chameleon – 15:41 (Paul Jackson, Harvey Mason, Bennie Maupin, Herbie Hancock)
2. Watermelon Man (Arrangiamento di Harvey Mason) – 6:29 (Herbie Hancock)

Lato B (BL 32731)
1. Sly – 10:18 (Herbie Hancock)
2. Vein Melter – 9:10 (Herbie Hancock)

- Durata brano Sly nella ristampa su CD è riportato a 10:15
- Durata brano Vein Melter nella ristampa su CD è riportato a 9:09

## Formazione
- Herbie Hancock - pianoforte Fender Rhodes, clavinet Hohner D6, sintetizzatore ARP Odyssey, sintetizzatore ARP Soloist, flauto di Pan
- Bennie Maupin - sax soprano, sax tenore, saxello, clarinetto basso, flauto contralto
- Paul Jackson - basso elettrico, marímbula
- Harvey Mason - batteria Yamaha
- Bill Summers - congas, shekere, balafon, agogô, cabasa, hindewhu, tamburello, log drum, surdo, gankoqui, bottiglia di birra

Note aggiuntive
- David Rubinson e Herbie Hancock - produttori (per la David Rubinson and Friends, Inc.)
- Registrazioni effettuate al Wally Heider Studios (San Francisco, CA) e al Different Fur Trading Co. (San Francisco, CA)
- Fred Catero e Jeremy Zatkin - ingegneri delle registrazioni (Wally Heider Studios)
- Dane Butcher e John Vieria - ingegneri delle registrazioni (Different Fur Trading Co.)
- Victor Moscoso - design copertina album
- Waldo Bascom - foto copertina album[6]

## Classifica
Album
| Anno | Classifica    | Posizione raggiunta |
| ---- | ------------- | ------------------- |
| 1974 | Billboard 200 | 13                  |

Singoli
| Anno | Titolo del brano | Classifica            | Posizione raggiunta |
| ---- | ---------------- | --------------------- | ------------------- |
| 1974 | Chameleon        | Billboard Hot 100     | 42                  |
| 1974 | Chameleon        | Hot R&B/Hip-Hop Songs | 18                  |

## Campionamenti in opere successive
- Chameleon
  - If My Homie Calls - 2Pac nell'album 2Pacalypse Now
  - Words of Wisdom - 2Pac nell'album 2Pacalypse Now
  - Dr. Knockboot - Nas nell'album I Am...
  - Get Up, Get Down - Coolio nell'album Gangsta's Paradise
  - Underwater Rimes - Digital Underground nell'album Sex Packets
  - Money On My Brain - Kool G Rap
  - Blacker (4 The Good Times) - Ballistic Brothers nell'album Rude System
- Watermelon Man
  - I Hate 2 Brag - Shaquille O'Neal nell'album Shaq Diesel
  - Sanctuary - Madonna nell'album Bedtime Stories
  - Escapism (Gettin' Free) - Digable Planets nell'album Reachin' (A New Refutation of Time and Space)
  - Dolly My Baby (Remix) - Super Cat
  - 1-900-LL-Cool J - LL Cool J
- Sly
  - You Can't Kill Me - Nas nell'album Hip Hop Is Dead